# Guy Edi
Guy Landry Edi (Agboville, 26 de diciembre de 1988) es un baloncestista marfileño nacionalizado francés que pertenece a la plantilla del Calgary Surge de la Canadian Elite Basketball League. Con 1,98 metros de estatura, juega en la posición de alero.

## Trayectoria deportiva

### Universidad
Tras pasar dos años en el pequeño Midland College, jugó dos temporadas con los Bulldogs de la Universidad Gonzaga, en las que promedió 4,1 puntos y 2,2 rebotes por partido.

### Profesional
Antes de viajar a Estados Unidos, llegó a debutar con el primer equipo del Paris Basket Racing, donde jugaba en sus categorías inferiores. Tras volver de Gonzaga, ya en 2013, fichó por el Champagne Châlons Reims Basket, donde jugó una temporada en la que promedió 3,9 puntos y 2,3 rebotes por partido.
En 2015 fichó por el STB Le Havre, también de la Pro A, donde en su primera temporada promedió 6,2 puntos y 4,3 rebotes por partido.
El 26 de enero de 2021 ficha por el Þór Akureyri de la Domino's deildin islandesa.

### Selección de Costa de Marfil
Debutó con la selección de Costa de Marfil en el Campeonato Mundial de Baloncesto de 2010 celebrado en Turquía, donde disputó cinco partidos en los que promedió 10,2 puntos y 2,6 rebotes.